# Francisco Austregésilo de Mesquita Filho
Francisco Austregésilo de Mesquita Filho (Reriutaba, 4 de março de 1924 - Recife, 7 de outubro de 2006) foi bispo da Diocese de Afogados da Ingazeira de 1961 a 2001.
Adotou como lema a frase "Ut Vitam Habeant" (Para que tenham vida).

## Biografia
Nasceu em Reriutaba, Ceará, filho de Maria Clausídia Macedo de Mesquita e de pai homônimo.
Iniciou seus estudos no Seminário Menor de Sobral em fevereiro de 1940, terminando em 1945. Logo em seguida, entrou para o Seminário da Prainha, em Fortaleza, onde cursou Filosofia e Teologia. Foi ordenado sacerdote por Dom José Tupinambá da Frota em 8 de dezembro de 1951, na Catedral de Sobral, e cantou sua primeira missa em Reriutaba quatro dias depois.
Logo após sua ordenação sacerdotal, Austregésilo tornou-se professor do Seminário Diocesano de São José, em Sobral. Por algum tempo, também foi capelão do Sagrado Coração de Jesus. Passou a vice-reitor e, em 1956, assumiu a reitoria do seminário, cargo em que se encontrava quando foi nomeado para substituir Dom João Mota na Diocese de Afogados da Ingazeira, em 25 de maio de 1961.
Sua sagração episcopal deu-se em 24 de agosto de 1961, em Sobral, pelas mãos de Dom Mota, auxiliado por Dom Adelmo Cavalcante Machado, então arcebispo coadjutor de Maceió, e Raimundo de Castro e Silva, bispo-auxiliar de Fortaleza. Tomou posse de sua diocese em 16 de setembro seguinte.
Foi bispo conciliar do Vaticano II (1962-1965). Responsável pelo Setor da Pastoral Rural do Regional Nordeste 2 da CNBB, secretário do mesmo Regional e acompanhante da CRC do Nordeste 2. Foi produtor e apresentador do Programa “A Nossa Palavra”, na Rádio Pajeú.
Durante os quarenta anos de seu bispado, Dom Francisco se notabilizou por seu empenho pelo desenvolvimento humanitário no sertão do Pajeú, mobilizou a sociedade e as lideranças políticas em favor da implantação da energia elétrica; promoveu a instalação da agência do Banco do Brasil e a criação da Faculdade de Formação de Professores de Afogados da Ingazeira.
Ao completar 75 anos em 1999, Dom Francisco apresentou solicitação de renúncia ao governo diocesano à autoridade eclesiástica, a qual foi oficializada em 13 de junho de 2001.
Dom Francisco faleceu aos 82 anos, no Hospital Santa Joana, em Recife, onde encontrava-se internado, sucumbindo a uma infecção respiratória. Seus restos mortais encontram-se sepultados na Catedral do Senhor Bom Jesus dos Remédios em Afogados da Ingazeira.